# Govaert Wendelen

Portret van Govaert Wendelen, ets van Philip Fruytiers

Godefridus Wendelinus, eigenlijk Govaert Wendelen (Herk-de-Stad, 6 juni 1580 – Gent, 24 oktober 1667) was een sterrenkundige uit het Graafschap Loon (huidig België) en priester.

## Leven
Na zijn studies in Doornik en Leuven, behaalde hij na zwerftochten door Europa in 1612 het doctoraat in beide rechten te Orange. Vanaf dat jaar was hij terug in zijn geboorteland en werd bestuurder van een Latijnse school in zijn geboortestad.
In 1619 werd hij tot priester gewijd en was hij als dusdanig werkzaam in Geetbets (1620 tot 1630) en Herk-de-Stad (1633 tot 1650). Van 1650 tot 1659 was hij officiaal bij de kerkelijke rechtbank te Doornik.
Behalve Latijnse verzen en studies over rechtsgeschiedenis (onder andere over het ontstaan van de Salische wetten), chronologie en patristiek, schreef hij voornamelijk over astronomie en fysica.
Van jongs af legde hij zich toe op het verzamelen van eclipswaarnemingen. Hij bestudeerde ook zelf zons- en maansverduisteringen, waaronder die van 12 oktober 1605 die hij in de Provence observeerde. Daar deed hij ook cartografisch onderzoek; zo bepaalde hij de breedtegraad van Marseille. Rond 1630 bepaalde hij de afstand tussen de aarde en de zon met de methode van Aristarchus. De waarde die hij bekwam was ongeveer 60% van de ware waarde (243 maal de afstand aarde-maan; de reële waarde is ongeveer 384 maal).
In 1629 publiceerde hij het eerste deel van een niet verder voltooid werk over de Zondvloed. In het laatste hoofdstuk daarvan verdedigde hij het heliocentrische wereldbeeld en beweerde hij dat hij in 1601 zonnevlekken had waargenomen.
Hij deed ook waarnemingen over de manen van Jupiter om de geldigheid van de tweede wet van Kepler te toetsen.
Door proeven met lange slingers ontdekte hij dat de slingertijd afhankelijk is van de temperatuur. In een boek uit 1646 ter verklaring van de zogenaamde rode regen (waargenomen in 1608 in Zuid-Frankrijk en in 1646 te Brussel) spreekt hij moderne denkbeelden uit over de constitutie van de aarde en over de maan als oorzaak van de getijden.
Hij correspondeerde onder meer met Marin Mersenne, Pierre Gassendi, René Descartes en Constantijn Huygens. Als sterrenkundige was hij een aanhanger van Nicolaas Copernicus, Johannes Kepler en Galileo Galilei. Ook na het Galilei-proces bleef hij aanhanger van de heliocentrische leer.
De Antwerpse schilder Peter Paul Rubens behoorde tot zijn vriendenkring en wellicht heeft Rubens de vernieuwing in de sterrenkunde via hem vernomen.
In 1658 trok hij zich terug in Gent, waar hij op 87-jarige leeftijd stierf.

## Eerbetoon
De maankrater Vendelinus (de gelatiniseerde versie van zijn naam) werd naar hem genoemd. Deze bevindt zich aan de oostelijke rand van Mare Fecunditatis. Een kunstzinnige evocatie van die krater door de Genkse kunstenaar Piet Stockmans, geschonken door het gemeentebestuur van Herk-de-Stad, werd in 2004 aangebracht in het Genkse Europlanetarium als eerbetoon aan Wendelen. Hetzelfde gemeentebestuur van Herk-de-Stad biedt sedert 2013 aan al zijn jonggehuwden een kunstwerkje over Wendelen van de hand van Piet Stockmans aan. Ook dit kunstwerkje evoceert de Wendelenkrater op de maan.
In Herk-de-Stad kan men het Wendelenmonument aantreffen in het stedelijk park. In het Wendelenhuis (Ridderstraat 15) heeft waarschijnlijk de wieg van Govaert gestaan. Op de markt werd als aandenken aan Wendelen een meridiaanlijn aangelegd, in steen gekapt door Jos Geusens. De schaduw van de perroen die hiervoor als gnomon dient, duidt daarop het middaguur aan en de datum van de seizoensovergangen.
In de Haute-Provence is er op de Montagne de Lure nabij Forcalquier een gedenksteen geplaatst te zijner ere omdat hij er de eerste Franse sterrenwacht heeft opgericht.

## Publicaties
- Loxias seu de obliquitate solis (1626)
- De Deluvio (1629)
- Aries seu Aurei Velleris encomium (1632)
- De tetracty Pythagorae dissertatio epistolica, ad Erycium Puteanum (1637)
- Arcanorum caelestium Lampas τετράλυχνος (1643)
- Eclipses lunares ab anno 1573 ad 1643 observatae (1644)
- Leges salicae illustratae (1649)
- Teratologia cometica (1652)
- De causis naturalibus, pluviae purpureae Bruxellensis (1655)
- Arcanorum caelestium Sphinx et Oedipus seu Lampas δωδεκράλυχνος (1658)